# Магистратское озеро
Магистратское озеро (укр. Магістратське озеро) — озеро (старица), расположенное на территории Деснянского района Черниговского горсовета (Черниговская область); 2-е по площади озеро Чернигова; гидрологический памятник природы местного значения. Площадь — 0,63 км². Тип общей минерализации — пресное. Происхождение — речное (пойменное). Группа гидрологического режима — сточное.

## География
Длина — около 2 км. Ширина наименьшая — 0,05 км, наибольшая — 0,13 км. Глубина средняя — 2,5 м, наибольшая — 3,1 м. Озеро используется для рекреации и рыболовства. Озеро образовалось вследствие русловых процессов (изменения меандрированного русла) реки Десна.
Озеро расположено в пойме (левый берег) Десны: на юге Деснянского района Черниговского горсовета, восточнее административной границы с Черниговским районом. Озёрная котловина вытянутой изогнутой (серповидной) формы, с ответвлением в южном направлении. На севере отделено от Десны перешейком шириной 100 м. Соединяется ручьем, вытекающим с западной оконечности озера, с Гребным каналом и Десной. В период половодья соединяется протоками с озёрами, расположенными южнее (Глушец и Лопуховатое) и восточнее (Мёртвая Яма и Жёлтая Яма).
Берега пологие, зарастают прибрежной растительностью (тростник обыкновенный), а водное зеркало — водной (роголистник погружённый, кубышка жёлтая, виды рода рдест). Берега заняты насаждениями лиственных пород деревьев с доминированием тополя. Насаждения были высажены в 1960-е года, которые со временем привели к заиливанию водного зеркала озера. Согласно проекту, предусматривается замена нынешних насаждений другими породами деревьев (рябина, дуб красный, берёза). Края изогнутой котловины (в частности юго-западный) переходят в водно-болотные участки.
Питание: дождевое и грунтовое, частично путём сообщения с Десной. Зимой замерзает.
На берегу озера (внешняя часть восточного изгиба озёрной котловины, что непосредственно южнее озёрной котловины Мёртвая Яма) расположен памятник археологии местного значения — поселение «Еньков Хутор — 4» (XII—начало XIII тыс до н. э.) площадью 5,8 га с охранным № 3822.

## Природа
В озере водятся карась, окунь, щука, линь, верховодка и прочие. Является местом гнездования птиц. Служит нерестилищем рыбы реки Десна.